# روبرت كرامب
روبرت كرامب (بالإنجليزية: Robert Crumb)‏ (30 أغسطس 1943، فيلادلفيا في الولايات المتحدة)؛ صحفي، رسام كارتون، كاتب، موسيقي وروائي أمريكي.

## روابط خارجية
- روبرت كرامب على موقع IMDb (الإنجليزية)
- روبرت كرامب على موقع الموسوعة البريطانية (الإنجليزية)
- روبرت كرامب على موقع مونزينجر (الألمانية)
- روبرت كرامب على موقع ميوزك برينز (الإنجليزية)
- روبرت كرامب على موقع إن إن دي بي (الإنجليزية)
- روبرت كرامب على موقع ديسكوغز (الإنجليزية)
- روبرت كرامب على موقع قاعدة بيانات الفيلم (الإنجليزية)